# Louis Berdez
Louis Berdez, né le 29 décembre 1839 à Vevey et mort le 11 mars 1905 à Menton, est une personnalité politique suisse, membre du Parti libéral. Il est député du canton de Vaud au Conseil national de 1873 à 1877.

## Biographie
Louis Berdez naît le 29 décembre 1839 à Vevey, dans le canton de Vaud. Protestant, originaire de Vevey et de Rossinière, il est le fils d'André Berdez, négociant. Il épouse Adèle Délessert.

### Carrière d'avocat
Après des études de théologie à Bâle, Heidelberg et Lausanne, il obtient sa licence en 1863. Il étudie ensuite le droit à Lausanne, Heidelberg et Paris et obtient sa licence en 1866, puis son brevet d'avocat en 1868. Il est bâtonnier en 1898. Avec son confrère Auguste Dupraz (1832-1906), il fonde le 10 décembre 1898 l’Ordre des avocats vaudois.

### Carrière politique
Il est député du Parti libéral au Grand Conseil vaudois de 1870 à 1885 et de 1889 à 1897. Il en est le président en 1876 et 1889. Durant son mandat, il obtient l'élargissement des droits populaires. Son intervention provoque la chute du régime radical en 1892 et permet à son parti d'obtenir un siège au Conseil d'État. Il est en parallèle conseiller national de 1873 à 1877, où il se positionne contre la révision de la Constitution fédérale de 1872 et, entre 1878 et 1879, contre le « compromis du Gothard » qui promet la création du tunnel du Simplon si une aide financière supplémentaire est accordée au creusement du tunnel du Gothard. Il est en outre vice-président de la Constituante entre 1884 et 1885. En 1881, il est candidat au Conseil fédéral. Malgré l'appui des parlementaires catholiques, il manque de peu l'élection,.

## Liens
- Ressources relatives à la vie publique :   - Documents diplomatiques suisses 1848-1975
  - Parlement suisse
- Notice dans un dictionnaire ou une encyclopédie généraliste :   - Dictionnaire historique de la Suisse
- Notices d'autorité :   - VIAF
  - ISNI
  - GND